# Championnat d'Afrique féminin de volley-ball 1985
Navigation
Édition précédente Édition suivante
Le 2e championnat d'Afrique féminin de volley-ball se déroule du 10 au 15 mars 1985 à Tunis en Tunisie. Il met aux prises les quatre meilleures équipes continentales.

## Équipes présentes
- Algérie
- Cameroun
- Égypte
- Tunisie

## Classement final
| Place              | Équipe   |
| ------------------ | -------- |
| Médaille d'or      | Tunisie  |
| Médaille d'argent  | Égypte   |
| Médaille de bronze | Cameroun |
| 4                  | Algérie  |